# Broche de Tara

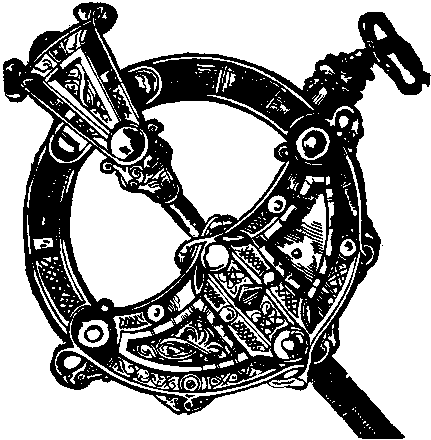
Dibujo realizado en 1896, donde se puede apreciar con detalle la parte superior del Broche de Tara.

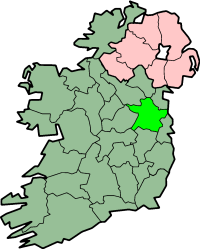
Ubicación del Condado de Meath respecto a Irlanda.

Broche de Tara es la denominación historiográfica de un broche de estilo hiberno-sajón datado en torno al año 720 y considerado como una de las más importantes piezas halladas de la cultura celta irlandesa. Se encuentra expuesto de forma permanente en el Museo Nacional de Irlanda de Dublín.
El broche fue hallado por una campesina en agosto del año 1850 en la playa de Bettystown (cercana a la localidad de Laytown, Condado de Meath). Lo vendió a un anticuario que pasó a denominarlo "Broche de Tara", debido a que a unos 29 kilómetros del lugar en donde fue hallado se asienta el importante sitio arqueológico llamado Colina de Tara, centro muy importante para numerosas culturas de la antigüedad en Irlanda.
El broche fue encargado casi con toda seguridad por un personaje de clase alta, con una función más ostentatoria que no la habitual de unir la ropa.

## Características
- Técnica: Entrelazado, filigrana e incrustación.
- Material: plata dorada, ámbar, cobre cristal y oro.
- Longitud: 22 centímetros.
- Peso: 224 gramos.